# 佐渡味噌
佐渡味噌（さどみそ）は、佐渡島で作られる味噌。同じ新潟県内の越後味噌とは区別される。

## 概要
米味噌の赤色系辛口に分類され、長期熟成によって作られる。大豆に対して米を60 - 80%配合し、塩分濃度は13 - 14%となる。発酵によって得られる芳香が大豆由来のうま味、米由来の甘味や酸味などと調和し、飽きにくい味を形成するとされる。
佐渡島内では古くから原料となる大豆や米を栽培しており、さらに仕込みに使う桶や樽の材木は高千村、タガを作る竹なども松ヶ崎村などで豊富に得られた。このため、明治時代には日本海航路の寄港地としての立場を活用し、北海道への出荷を中心に急速に味噌製造業が発展した。特に、山に囲まれて醸造に適した高い湿度があり、工場などを建てる平地と舟運に恵まれた南部の羽茂村では、20世紀中盤には佐渡郡の味噌のうち約80%が生産されていた。

## 歴史
伝説によれば、佐渡国一宮である度津神社の祭神・五十猛神、または漂着した出雲族によって佐渡に味噌作りが伝授されたという。一方、味噌の商業的な生産が始まったのは、佐渡金山が発見されて相川町の人口が急増した江戸時代以降になる。元禄年間には相川で味噌屋町という町名が存在しており、ここで味噌作りが行われていた。また、文化年間には味噌屋に税が課せられていた記録がある。一方で味噌の搬出入に課せられる運上の記録はなく、島外への出荷はなかったと見られる。
江戸時代末期から明治時代初期にかけて佐渡島から数万人が北海道に移住すると、移住者たちは佐渡から味噌を取り寄せて食べるようになったという。また、佐渡は日本海航路の寄港地であったため、北海道から石炭や木材を博多に運んだ帰りの船が空船で寄港し、安い運賃で味噌などを北海道へ運べるという利点があった。1907年頃の記録では、10貫（=37.5kg）入りの味噌1樽の価格3円に対し、運賃は15銭だったという。
材料をそのまま販売するよりも高い付加価値が得られる事から島内の味噌産業は発展し、明治末期には製造業者が50社を超えた。一方で過当競争による品質の低下が起こって津軽味噌などに対して北海道で劣勢に陥るという問題が生じ、1909年には佐渡味噌協同組合が設立された。組合設立によって、不足していた大豆などの原料確保のため外地を視察したり、北海道で販売促進活動を行ったり、品質向上のための講習会を開催するなどの活動が可能になった。
日本からの移住者の増加などに伴い、佐渡味噌の販路も北海道だけでなく樺太や千島列島、沿海州などに広がっていった。国内でも、1923年の関東大震災の救援物資となった事をきっかけに関東地方に出荷が始まり、1927年には関西地方にも出荷されるようになった。この背景には、大正時代の北海道における道産品奨励政策の影響もあったとされる。生産の拡大によって原料供給源も多様化し、1935年の時点で米は佐渡郡内および県内の越後地域から購入していたが、大豆は朝鮮半島や満州から輸入していた。
1940年に味噌の配給統制令が施行されると、各都道府県内での自給自足が厳格化されたため、佐渡味噌の生産額は最盛時の4分の1まで減少した。1950年に統制令が解除されると再び販路が拡大し、新潟港を経由して貨物列車で各地に出荷されるようになった。1971年には2万トン以上が生産され、越後味噌と合わせた新潟県の味噌生産量は4万トンを超え、長野県に次ぐ2位となっていた。1987年には新潟県内で製造される味噌およそ35,000トンのうち、約50%が佐渡で生産されている。2009年の調査では新潟県全体の味噌生産量は11,925トンまで減少しており、これは全国6位に当たる。